# Libreville
Libreville (Frans voor 'vrije stad') is een stad (milieu urbain, ville) en gemeente (commune) en de hoofdstad van Gabon. De stad heeft 700.000 inwoners. Libreville is een havenstad en staat in verbinding met de Golf van Guinee. Bovendien is het een handelscentrum voor het omliggende bosbouwgebied.

## Geschiedenis
Libreville werd lang voor de Franse kolonisatie in 1839 bewoond door inheemse stammen: eerst de Mpongwe en later ook Fang. De Fransen bouwden hier Fort-d’Aumale in 1843 en een jaar later kwam er een katholieke missiepost. In 1846 werd het Braziliaanse schip Elizia met slaven gekaapt door de Fransen. De slaven werden bevrijd en stichtten samen met de lokale Mpongwe Libreville in 1849. De naam Libreville is geïnspireerd op de naam van de hoofdstad van Sierra Leone, namelijk Freetown. In 1850 werd Fort-d’Aumale verlaten en de Fransen vestigden hun bestuurspost op het plateau boven de haven. Tussen 1888 en 1904 was Libreville de hoofdstad van Frans-Equatoriaal-Afrika.
Libreville was het centrale punt van de Slag om Gabon in november 1940 waarbij de Vrije Fransen de controle over de kolonie overnamen. Het was de belangrijkste haven van Frans-Equatoriaal-Afrika van 1934 tot 1946.
Sinds de onafhankelijkheid groeide de stad erg snel en herbergt het bijna de helft van nationale bevolking.
In 1990 braken er zware rellen uit in de stad.

## Bevolking
Libreville is met Abidjan een van de weinige Afrikaanse steden waar Frans een echte moedertaal is geworden.
Libreville is de zetel van het rooms-katholieke aartsbisdom Libreville.

## Geografie
Libreville ligt op de noordelijke oever van het Gabon-estuarium, waar de Como en de Mbeï uitmonden in de Golf van Guinee. Daar ligt een natuurlijke haven. De stad zelf is uitgespreid over verschillende heuvels.

## Economie
De grootste economische activiteiten in Libreville zijn scheepsbouw, brouwerijen en zagerijen. Libreville heeft de op een na grootste haven van het land, na die van Port-Gentil. 15 km ten zuidoosten van de stad is de nieuwe zeehaven Owendo geopend, die grotere schepen aankan. Verder heeft Gabon Airlines zijn hoofdkantoor in Libreville.
In 1970 werd de Université Omar Bongo gesticht en er zijn verschillende onderzoeksinstituten.

## Geboren
- Gabriël Léon M'ba (1902-1967), president en premier van Gabon
- Daniel Cousin (1977), voetballer
- Henry Antchouet (1979), voetballer
- Christopher Lima da Costa (1988), Santomees atleet
- Bruno Ecuele Manga (1988), voetballer
- Lévy Madinda (1992), voetballer
- Mario Lemina (1993), voetballer